# 月野うさぎ
月野 うさぎ（つきの うさぎ）は、メディアミックス作品『美少女戦士セーラームーン』の主人公。アニメ他、各媒体における演者は#キャストの節を参照。
第1話から登場。原作版の序章『コードネームはセーラーV』にもゲスト出演している。名前の由来は月の兎。DICエンターテイメントによる北米版ではSerena Tsukino（セリーナ・ツキノ）という名前。

## 人物
セーラームーンに変身する天真爛漫な少女。「お団子頭」と呼ばれる金髪のお団子ツインテールとハート型の前髪、青い目が特徴。ドジで泣き虫でおっちょこちょいだが、友達思いな性格。
港区麻布十番に住み、家族構成は両親と弟との四人暮らし（「月野家」を参照）。第二部まで区立十番中学校の2年生だったが、第3部で3年生に進級。第4部と第5部（テレビアニメでは『スターズ』）で都立十番高校に進学し、高校1年生となった。
遅刻と朝寝坊は日常茶飯事で、学校の成績もかなり悪く、運動音痴でもある。テストはいつも赤点ばかり（国語52点、英語20点、数学10点、社会32点）で、その度に母親の育子に家から閉め出されている。廊下に立たされながら早弁しようとする図々しさもあるが、根は素直で人見知りをしない。ミーハーで惚れっぽく、当初はゲームセンター・クラウンで働く古幡元基に憧れていた。
ある日人間の言葉を喋る不思議な黒猫・ルナに戦士に選ばれ、行方不明のプリンセスと「幻の銀水晶」を見つけて欲しいと頼まれる。初めは慣れない戦いに苦戦するが、謎の男・タキシード仮面に助けられ、仲間の水野亜美（セーラーマーキュリー）、火野レイ（セーラーマーズ）、木野まこと（セーラージュピター）、愛野美奈子（セーラーヴィーナス）を集めていく。タキシード仮面の正体は腐れ縁の地場衛で、前世で恋人同士だったとも分かり相思相愛となった。
十番中学の制服はエプロンドレス風の青いセーラー服で、リボンの結び目に変身アイテムのブローチをつけている。十番高校に上がった後は、赤ライン入りの紺セーラーに着替えた。常に白いピアスを着用するが、校則には違反していないらしい（仲間達も同じくピアスをしている）。

### 前世
前世は古代の月の王国「シルバー・ミレニアム」の王女プリンセス・セレニティ。月人は「幻の銀水晶」を守りながら地球の生命の進化を見守る不老長寿の種族で、王家は女系で額に三日月の印がある。仲間達の前世は「四守護神」と呼ばれるセレニティの親衛隊だった。
本物の風と緑がある地球に憧れたセレニティは、地球の王子プリンス・エンディミオンと恋に落ちるが、古くからの掟で「月の人間と地球の人間は通じてはならない」と決められていた。まもなく月と地球の戦争で命を落とし、「未来の地球で幸せに暮らして欲しい」と願った母クイーン・セレニティの力で地球の東京に転生する。
原作漫画と『Crystal』
うさぎと同じおてんばな性格。クイン・ベリルの攻撃から自分を庇ったエンディミオンの後を追い、伝説の聖剣で自害した。
初代テレビアニメと実写版
うさぎと異なるおしとやかな性格。初代テレビアニメではアイススケートが特技で、クイン・ベリルにエンディミオンと同時に殺されている。実写版ではエンディミオンを失った悲しみで世界を滅ぼした後、うさぎの別人格「プリンセス・セーラームーン」として蘇った。

### 未来
未来の東京を「クリスタル・トーキョー」という都市に作り変え、その女王ネオ・クイーン・セレニティになった。夫のキング・エンディミオン（未来の衛）との間に、一人娘の「うさぎ・スモールレディ・セレニティ」（ちびうさ）を授かっている。
優雅で威厳ある大人の女性になったが、過去の自分宛てに送った手紙はひらがなだらけの手紙だったなど過去と変わらない面もあり、手紙の追伸では「若いうちの勉強はやはり必要だったから頑張ってください」と添えていた。
原作漫画・『Crystal』
21世紀初頭の22歳でクリスタル・トーキョーの女王に即位。銀水晶の力で人類を不老長寿の種族に変えて30世紀まで地球を治めている。
第五部ではさらに遠い未来の姿・セーラーコスモスも登場した。
初代テレビアニメ
20世紀の大変動で地球がコールドスリープ状態となり、30世紀に銀水晶とクイーンの力で地球を目覚めさせて女王に即位した。30世紀まで眠っていた設定なので不老長寿ではない。

### プロフィール
- 年齢：14 - 16歳、ラスト22歳（原作・『Crystal』シリーズ）、14 - 16歳（初代テレビアニメ）、14歳、ラスト18歳（実写）
- 出身地：東京都・麻布十番
- 誕生日：6月30日
- 誕生石：真珠、ムーンストーン
- 血液型：O型
- 星座：蟹座（蟹座の守護星は月）
- 好きな宝石：ダイヤ
- 好きな色：白
- 好きな食べ物：アイスクリーム、ケーキ（初代テレビアニメでは肉まんも好物）
- 苦手な食べ物：ニンジン（初代テレビアニメでは64話で克服）
- 嫌いなもの：歯医者、注射、お化け、怪談、お酒、雷
- 好きな教科：家庭科
- 苦手な教科：数学、英語
- 趣味：食べること、寝ること、ケーキの食べ歩き
- 特技：ごますり、泣き落とし（初期設定ではおねだり、泣き落とし）
- 将来の夢：お嫁さん
- 経歴：港区立十番中学校→都立十番高校

## 原作漫画
シリーズを通して精神的に成長し、ドジで泣き虫な性格は見せなくなった。両親にも別人に見えることがあるほど美しくなっていき、遠い場所に行ってしまうかもしれないと予感されている。仲間とは主従の絆で結ばれている。タキシード仮面（地場衛）の愛に反応する「幻の銀水晶」の輝きで、闇の力を受け入れた人々や彼らを操る邪悪な闇を倒して世界を救うが、「幻の銀水晶」と自分自身の存在が闇を呼ぶと知って苦悩する。
衛を「あんた」「あいつ」と呼んでいたが、恋人になってから「まもちゃん」の愛称で呼ぶ。衛からの愛称は「お団子頭」（最初は「たんこぶ頭」）、第一部中盤から第二部終盤まで「うさこ」、第三部以降は「うさ」。

### 第1部
ルナと衛に出会い、ブローチを貰って初めてセーラームーンに変身する。ダーク・キングダムとの戦いで助っ人のタキシード仮面に出会い、水野亜美（セーラーマーキュリー）、火野レイ（セーラーマーズ）、木野まこと（セーラージュピター）を仲間にし、リーダーの証「ムーンスティック」を手に入れた。タキシード仮面のサポートを受けてムーンスティックを覚醒させ、ゾイサイトにエナジーを奪われた街の人々を回復させて失神。タキシード仮面に連れ帰られて介抱を受け、その正体を明かされる。
エナジー回復能力を幻の銀水晶の力と怪しんだゾイサイトの攻撃を受け、プリンセス・セレニティを名乗るセーラーV（セーラーヴィーナス）に救出された。ヴィーナスから変身を解いた愛野美奈子の「この姿は仮の姿」を聞き、月野うさぎはセーラームーンの仮の姿なのかと思う。四天王のクンツァイトの攻撃から自分を庇って倒れたタキシード仮面への涙が幻の銀水晶に変化し、プリンセス・セレニティに覚醒する。前世の記憶を思い出し、月の王国の廃墟に飛んで前世の母クイーン・セレニティの思念体に出会った。
衛に似ている古幡元基の親友・遠藤に惹かれていくが、遠藤の正体はクイン・ベリルの暗黒の力で蘇ったタキシード仮面だった。クイン・メタリアを倒すには幻の銀水晶の真の力を解放する必要があるが、タキシード仮面の体に吹き込んだ幻の銀水晶の力の一部を取り出すことができず、伝説の聖剣でタキシード仮面を貫いてキスすると自らの胸も貫いた。
クイン・メタリアにタキシード仮面ごと吸収されるが、四守護神の犠牲と衛の懐中時計のおかげで生き残る。四天王の石に救われたタキシード仮面にクイン・メタリアの弱点を教わり、彼の支えとルナの思念体が変身したセレニティとの合体でパワーアップ。銀水晶の真の力を目覚めさせてメタリアを滅ぼし、銀水晶解放の反動で失神して変身能力を失うが、ダメージをルナと折半していたおかげでタキシード仮面のキスで目を覚ました。廃墟のムーン・キャッスルが元の姿を取り戻すと、クイーン・セレニティの思念体による女王即位の誘いを断って地球に帰り、クイーン・セレニティに授けられた新しい力で倒れた仲間と街の人々を回復させた。

### 第2部
幻の銀水晶を探してブラック・ムーン一族に追われる謎の少女・ちびうさが登場。あやかしの四姉妹との戦いではタキシード仮面との愛の力で新しい武器の「ムーンロッド」を生み出すが、マーズ、マーキュリー、ジュピターをさらわれてしまう。何も語らないちびうさへの疑いを抑えられず、ちびうさの世話を焼く衛を見て、ちびうさに衛を奪われるかもしれないと感じる。ちびうさの案内でクリスタル・トーキョーに向かい、キング・エンディミオンの思念体にちびうさが未来の娘と聞かされる。ちびうさと衛への疑いによって銀水晶が発動しなくなり、ネオ・クイーン・セレニティに恋焦がれるプリンス・デマンドに暗黒の星ネメシスへと連れ去られて監禁されてしまう。
蒼のサフィールに「幻の銀水晶とおまえの存在が歴史をくるわせるんだ」と指摘されて殺されかけるが、目覚めた銀水晶の力に守られて地下牢のマーズたちを解放する。仲間の言葉で衛とちびうさへの疑いを捨てるが、ちびうさが変身したブラック・レディにタキシード仮面を操られて銀水晶を奪われる。セーラープルートの犠牲を受け、世界の破壊を企んだデマンドをタキシード仮面との愛の力で倒し、ちびうさのセーラーちびムーン覚醒を見届ける。最後は惑星ネメシスを吸収した姿を見せたデス・ファントムに飲み込まれ、タキシード仮面とセーラーちびムーンの力を借りてデス・ファントムをネメシスごと滅ぼした。ネオ・クイーン・セレニティに新しい力を授けられて20世紀に帰り、ちびうさと別れる。

### 第3部
友達を作る修行をしに来たちびうさと暮らすが、「今の幸せは長く続かないかもしれない」と感じる。衛に接触した海王みちるに嫉妬する一方で男性体の天王はるかと親しくなるが、ちびうさの宿題の「伝説の聖杯」作りを手伝って衛と仲直りした。デス・バスターズを調査するセーラーウラヌス、セーラーネプチューン、冥王せつな（セーラープルート）と出会い、タキシード仮面とちびムーンの力を借りて生み出した伝説の聖杯にセーラー戦士の心を一つにしてスーパー戦士にパワーアップ。セーラーサターンの生まれ変わり・土萠ほたるを殺そうとするウラヌスたちと対立するが、ミストレス9に銀水晶を奪われたちびうさが倒れてしまう。
最後は三角洲に溢れる負のエネルギーで地球を吸収しようとするファラオ90の中に聖杯と銀水晶を抱えて特攻するが、三角洲のエネルギーを破滅の力に変えて目覚めたセーラーサターンに導かれ、ネオ・クイーン・セレニティの姿に変身して破滅の力を浴びた世界を再生させる。世界が救われると、赤子に再生したほたるを見つけたウラヌス、ネプチューン、プルートと別れる。

### 第4部
十番高校に進学し、皆既日食と同時にアマゾンのデッドムーンサーカスが来日する。デッドムーンに支配された聖地エリュシオンから逃れてきたペガサス（祭司エリオス）に新しい力を授かり、衛に買ってもらったガラスの万華鏡が「カレイドムーンスコープ」に変化した。呪いの黒バラが肺に咲いた衛を救うため、地球の守護石「ゴールデン・クリスタル」を探すが、うさぎの肺も黒バラに侵される。エリオスとエリュシオンに残された力に救われると、悪夢の呪いで覆われた地上からエリュシオンに向かう。
月の王国を呪った過去を明かしたネヘレニアに銀水晶を奪われるが、タキシード仮面のキスで戦意を取り戻し、星の王女に変身した仲間の力を聖杯に注いでエターナル戦士に変身。衛の体の中から目覚めたゴールデン・クリスタルと「シルバームーン・クリスタル」の共鳴によってネヘレニアを滅ぼす。エリュシオンが復活すると、キング・エンディミオンに変身した衛と戴冠式のように並んで地上を浄化し、エリオスの白馬に導かれて地上に帰る。

### 第5部
ハーバード大学に留学する衛に婚約指輪を贈られるが、シャドウ・ギャラクティカのセーラーギャラクシアにゴールデン・クリスタルを奪われた衛が目の前で消滅する。衛の渡米を信じながら転入生の少年アイドル・スリーライツに出会うが、ギャラクシアとセーラーアニマメイツの奇襲で仲間を消され、謎の少女・ちびちびとスリーライツが変身したセーラースターライツ、スターライツの主人・火球皇女の導きで銀河の中心・射手座ゼロスター内のギャラクティカ・パレスに向かった。忘却の川の番人・セーラーレテとスターガーデナーとの戦いでちびちび以外の味方とルナたちを失い、ちびムーンとセーラーカルテットの加勢を受けるが、シルバームーン・クリスタルを狙うギャラクシアに操られたタキシード仮面たちが新たな敵になる。
倒したタキシード仮面たちのセーラークリスタルを「ギャラクシーコルドロン」の海に還され、ちびムーンが生まれる未来も消滅してしまった。コルドロンを吸収した闇の星々の支配者・カオスに「コルドロンの光を受け継いだ子」「邪悪な闇の星々を 同じ海から生まれた兄弟を消し去り 返り血で輝きを増したか」と名指しされて混乱し、ちびちびの正体である遥かな未来の孤独な自分・セーラーコスモスに出会う。
コスモスはカオスとの終わらない戦いに疲れて過去のムーンにコルドロンを滅ぼさせようとしていた。星を生み出すコルドロンの消滅を拒んで天使に変身したムーンは、コルドロンに飛び込んでカオスを内側から包み込み、コルドロンに溶けた衛たちの魂とガーディアン・コスモスに出会う。数年後、ちびうさの妊娠を予感しながら衛と結婚して物語は終わる。
番外編「ぱられるせぇらぁむ～ん」では専業主婦として登場。長女・ちびうさと二女・こうさぎを育てながら、秀才に成長したちびうさにバカにされる。

## 初代テレビアニメ
「ドジで泣き虫でおっちょこちょい」という性格が原作以上に強調されている。年の割に子供っぽく能天気なお調子者で、手先は不器用。海野ぐりおによると「友達づくりの天才」。苦手だった料理は特訓で上達していくが、テストの点数は下がってしまった。かなりの食いしん坊で、肉まんを6個も買い食いしたことも。普通の少女らしい生き方を望んで前世のアイデンティティと距離を置き、仲間とは友情で結ばれている。
日常でも戦闘でもギャグパートが多く、火野レイやちびうさとはいつも子供じみた喧嘩をしている。終盤のシリアスパートで成長しても次のシリーズになると元に戻ってしまい、普段の性格は一貫してあまり変わらない（担当声優の三石琴乃は、うさぎを演じるにあたって心がけていることは「成長しないこと」とコメントしている）。
当初は敵を怖がって大泣きしたり、他人任せな面が目立ったが、後述のネフライトの一件後は優しい心があると判断すれば敵でも助けたり、ダーク・キングダムとの戦いでは仲間を一度死なせたトラウマを抱えてしまう。ちびうさ登場後はわがままに手を焼くが、ちびうさの存在を通して「自分がみんなを守らなければ」と思うようになっていった。『劇場版R』によると、非凡な能力などで異端視されてきた水野亜美たちを受け入れて信頼されている。
地場衛を「あんた」「あいつ」と呼んでいたが、恋心を自覚してからは「衛さん」と呼び、恋仲になってからは「まもちゃん」と呼ぶ。衛には「お団子頭」「たんこぶ頭」と呼ばれたが、途中で「うさぎ」に改められ、その後「うさこ」の愛称で呼ばれる。

### 第1期
ルナにもらったブローチでセーラームーンに初めて変身し、ダーク・キングダムとの戦いでタキシード仮面と出会い、水野亜美（セーラーマーキュリー）、火野レイ（セーラーマーズ）、木野まこと（セーラージュピター）、愛野美奈子（セーラーヴィーナス）を仲間にする。親友の大阪なるが恋したダーク・キングダム四天王のネフライトを警戒するが、最終的になるを愛したネフライトはゾイサイトに暗殺され、心に傷を負ったなるを心配して海野ぐりおに引き合わせた。ルナに責任感を求められてリーダーの証のムーンスティックを渡されるが、貯金箱の破壊に使う場面もある。レイとは喧嘩ばかりだが信頼し合い、作戦の一環でムーンスティックを託している。
地場衛を嫌っている口ぶりだったが、レイと衛が何度かデートすると複雑な感情を見せた。思い詰めた様子の衛を心配してスターライトタワーまでついて行き、ゾイサイトの攻撃を受けて正体を明かし合うが、自分を庇い倒れたタキシード仮面を見てプリンセス・セレニティに覚醒し、幻の銀水晶を手にする。過去の記憶を取り戻したルナとアルテミスに前世からの使命を教わるが、前世や戦いを嫌がってマーズに叱られ、仲間のピンチを前に銀水晶の力を目覚めさせる。敵になったタキシード仮面に混乱するが思い直して無事を喜んだ。クンツァイトに飛ばされた多次元世界の先で前世の母クイーン・セレニティの残留思念に出会う。
クンツァイトを倒してダーク・キングダムのアジトを突き止めるが、DDガールズとの戦いでジュピターが戦死し、仲間の反対を押し切って降伏しようとするが失敗する。マーキュリー、ヴィーナス、マーズも戦死して絶望するが、仲間の幻に励まされてダーク・キングダムのアジトに単身乗り込んだ。銀水晶を使いこなせず、洗脳された衛の浄化に失敗するが、二人の思い出が詰まった星のオルゴールで衛を救出した。しかしクイン・ベリルの攻撃から自分を庇った衛も死んでしまい、好きな人とキスもできなかったレイ達のために最後のキスを諦め、代わりに見守って欲しいと伝える。
地球を支配しようとするスーパー・ベリルにプリンセス・セレニティの姿で最後の戦いを挑み、「世界は醜く汚れきっている」と語るベリルの力に圧倒される。仲間が守ろうとした世界を信じるうさぎは仲間の幻を呼び、仲間と一緒に銀水晶に力を込めてパワーアップ。ベリルを倒して絶命するが、「普通の生活に戻りたい」という想いが銀水晶の奇跡を起こし、生まれ変わった世界に全てを忘れて衛や仲間達と転生する。

### R
第2期『R』の魔界樹編では一般人として暮らし、衛とも元の腐れ縁に戻った。同じく記憶のない仲間と偶然出会い、「初めて会った気がしない」と友達付き合いを始める。しかし、新たな敵のカーディアンに襲われてルナに記憶を返され、普通の生活を諦めてセーラームーンとの二重生活に戻り、「普通のうさぎちゃんにバイバイ」と涙するのだった。
「みんなには普通の女の子でいてほしい」と望んでいたが、ルナに記憶を戻された仲間達とセーラーチームを再結成。月影の騎士の助けを借りて戦うが、「普通の生活に戻りたい」という潜在意識によってティアラが動かなくなり、カーディアンに負けてクイーン・セレニティの思念体に新しい力を授かった。何も知らない衛には片想いを続け、前世から結ばれる運命だと訴えようとしては失敗してしまう。アンが変身したクラスメイトの銀河夏美とは恋のライバルだった。終盤では記憶を取り戻した衛と結ばれ、改心して宇宙に旅立つエイルとアンを見送った。
魔界樹編のサイドストーリー『カセットコレクション3』第二幕では、クイン・ベリルに殺される数年前のプリンス・エンディミオンが20世紀に現れ、歴史を変えないためには元の時代に返さねばならず苦悩するが、最終的に運命を受け入れたエンディミオンを帰還させる。
魔界樹編とブラック・ムーン編の間に位置するPCエンジン版では、ダーク・キングダムが復活した夢を見る。海野ぐりおの相談で大阪なるとネフライトの再会を知り、仲間の反対を押し切ってネフライトを庇う。過去の記憶を取り戻したネフライトにダーク・キングダムの正体を聞き、クイン・ベリルの最期を看取った後で銀水晶に仲間と四天王の力を集め、クイン・ベリルと四天王を普通の人間に転生させた。
『R』ブラック・ムーン編では銀水晶を探す謎の少女・ちびうさに家族を洗脳されて家に居座られ、「うさぎと衛が結ばれると世界は滅びてうさぎも死ぬかもしれない」という予知夢を見た衛には絶交される。永遠に衛を追いかけるドロイドの悪夢に囚われて衰弱するが、衛に救われて事情があると確信する。衛に構ってもらえるちびうさに悔しがるが、ブラック・ムーンに命を狙われたちびうさを守りながら母性のようなものに目覚める。あやかしの四姉妹が改心すると銀水晶の力で普通の人間に戻していくが、ちびうさに銀水晶入りの変身ブローチを持ち去られ、助けに行ったレイ達を紅のルベウスのUFOにさらわれてしまう。ちびうさがいなければ平和だったと思う反面、小さな子供のちびうさを責め切れずにUFOに乗り込み、責任を感じて来たちびうさと協力してルベウスを倒した。衛と同じ予知夢を見て事情を打ち明けられ、「例え地球が壊れたってあたしが死んじゃったってまもちゃんと一緒にいたい」と説得して拒まれたが、仲間の応援で追いかけてきた衛と復縁する。
ちびうさの母親を助けに向かった30世紀の未来で、キング・エンディミオンとセーラープルートに出会って30世紀の真実を聞く。ネオ・クイーン・セレニティに執着するプリンス・デマンドにさらわれ、無理やり妃にされかけるがタキシード仮面に救出された。ワイズマンの正体を知ってあやかしの四姉妹に匿われた蒼のサフィールと和解。プリンス・デマンドの説得に成功するが、ワイズマンの攻撃から自分を庇って倒れたデマンドに一族の未来を託される。ワイズマンに洗脳されたちびうさ（ブラック・レディ）に襲われ、最終的にはネオ・クイーン・セレニティの姿を借り、タキシード仮面との愛の力で洗脳を解いた。仲間の力を受けたちびうさとのダブル銀水晶攻撃で、デス・ファントムと邪黒水晶を倒して力を使い切るが、本物のネオ・クイーン・セレニティに救出された。
『劇場版R』ではキセニアンに操られたフィオレに衛をさらわれ、ちびうさとレイたちの励ましで衛がいる小惑星に向かう。フィオレに仲間たちを人質にされてエナジーを吸い取られ、衛の投げたバラに救われた。小惑星が地球に衝突しそうになり、衛の支えと仲間達の力を受けた銀水晶で小惑星を押し返し、力を使い果たした上に銀水晶も砕けてしまうが、フィオレに譲られたエナジーの花の蜜を衛の口移しで受けて目を覚ます。

### S
第3期『S』では、タキシード仮面との愛の力で生まれた「ハートムーンロッド」を手に入れた。不思議な魅力を持った天王はるか（セーラーウラヌス）と海王みちる（セーラーネプチューン）に出会って憧れを抱く。セーラーちびムーンに変身する力を手に入れたちびうさと再び暮らし始める。
「ピュアな心の結晶」の持ち主を見殺しにしてもタリスマンを求めるウラヌスとネプチューンと対立。ピュアな心の持ち主の救助を最優先に行動した。さらにちびうさの親友の土萠ほたるが一度目覚めたら最後、世界を破壊するとされるセーラーサターンの正体と分かり、その抹殺に動いたウラヌス、ネプチューン、プルートと対立する。世界を救う力を持つ「メシア」が使う「伝説の聖杯」でスーパーセーラームーンに二段変身するが、力を使うと疲れてスーパー変身が解けてしまい、ウラヌスたちに真のメシアではないと判断される。
デス・バスターズの幹部ミストレス9にピュアな心の結晶を抜かれて仮死状態になったちびムーンを救うため、デス・バスターズのアジトの無限学園に向かうが、ほたるの肉体を支配したミストレス9にさらわれ、ウラヌス・ネプチューンを人質にされて聖杯を渡せと迫られる。土萠教授の愛情に反応したミストレス9にほたるの心が残っていると感じ、身を挺して土萠教授とミストレス9を守り続けたが、土萠教授のほたるを思う心につけ込んだミストレス9に騙されて聖杯を譲ってしまい、聖杯の力でパワーアップしたファラオ90が地球を飲み込む事態を招いてしまった。
ついにセーラーサターンに覚醒したほたるはセーラームーンに守られた恩を返そうとファラオ90の消滅に動く。サターンの力が命と引き換えに使われると知ったムーンは躍起になってスーパー変身の呪文を唱え続け、戦士達の力を受けたピュアな心の結晶でスーパー変身を果たし、ファラオ90の内部に飛び込んで赤子に再生させたほたるを連れ帰った。戦いが終わるとウラヌス・ネプチューンに「甘い考えで世界を滅ぼしかけた」と責められて攻撃を受けるが、反撃せずに変身解除を命じながら攻撃を相殺する力を発し、ウラヌスとネプチューンに「真のメシアであり未来のネオ・クイーン・セレニティ」と認められる。

### SuperS
第4期『SuperS』では、ちびうさの夢に入り込んだペガサスの力で完全なスーパー変身を果たす。今作ではちびうさとのダブル主人公で、ちびうさとのダブル変身が特徴。
人間の姿で衛に恋をしたデッド・ムーンの幹部フィッシュ・アイと交流し、ひょんなことから正体を知られて助けてもらった。
ネヘレニアが作り出した蜘蛛の糸に触れた衛が倒れ、蜘蛛の糸の闇の中に街を覆われてデッドムーンサーカスへと乗り込んだ。ちびムーンと美しい夢を持つ人々の祈りに反応したゴールデン・クリスタルの力で勝利したが、女王ネヘレニアに哀れみをかけて逆上され、ちびムーンを地上に突き落とされてしまう。ちびムーンを追いかけながらプリンセス・セレニティの姿に変身し、「一緒に大人になろう」という想いに反応したゴールデン・クリスタルの力で天使の翼を生やして生還する。

### セーラースターズ
第4期『セーラースターズ』の前半にあたるネヘレニア復活編では、ちびムーンの生存を知ったネヘレニアに衛をさらわれて助けに行く。ネヘレニアの罠で仲間達と引き離されて幻覚に囚われるが、ジュピターのバラのピアスを見て正気に返った。若く愛されるうさぎを妬んだネヘレニアは衛の精神を支配してセーラー戦士を鏡に捕らえ、ちびムーンが生まれる未来も消えてしまう。うさぎは愛をこめたエナジーを発して呪いを打ち消し、衛と戦士達の共鳴を受けてエターナルセーラームーンにパワーアップ。孤独に絶望するネヘレニアを救うべく、遠い過去の子供時代に転生させた。
シャドウ・ギャラクティカ編では、ハーバード大学に留学した衛と連絡が取れなくなる。ちびうさと同じように月野家に入り込んだちびちびと暮らしながら、毎日衛に手紙を書いて返事を待っていた。転入生の美少年アイドル・スリーライツの星野光（セーラースターファイター）と腐れ縁になり、地球人を好まないキンモク星のセーラー戦士・セーラースターライツと対立しながらファージにされた人々を救っていく。自分を守ろうとする星野の求愛に心を揺さぶられていくが、星野の赤いバラに衛を思い出してしまう。スリーライツの正体がスターライツと知ると一時険悪になるが、スターライツの主人・火球皇女の願いで和解した。
最終決戦では衛がギャラクシアにスターシードを奪われていたと知り、スターライツを除く仲間達のスターシードも奪われていく。希望の光でギャラクシアを怯ませたちびちびはギャラクシアのスターシードを名乗り、銀河中の邪悪な心の集合体・カオスを体の中に封じて暴走した本体の封印をセーラームーンに託した。ギャラクシアを攻撃できなくなったセーラームーンは封印の聖剣を捨て、天使に変身してギャラクシアの精神世界の中に残された優しい心を見つけ出す。心を取り戻したギャラクシアにスターシードを返されて衛達に再会し、カオスも人々の心の中に還る。故郷に帰るスターライツと別れ、うさぎと衛がデートする場面で物語は終わる。

## 実写ドラマ版
普段は普通の黒い髪で、セーラームーンに変身しておなじみの金髪になる。明るく天真爛漫で「バカ」呼ばわりされることもあるが、特にドジで泣き虫でもなく、原作や初代テレビアニメに比べるとおしとやかで真面目な頑張り屋。
同年代の間で異端視されていた亜美達に接してみると「普通の子と変わらない」と感じ、少しずつ友情で結ばれていく。衛とは呼び捨てで呼び合い、衛に婚約者がいると知りながら好きな気持ちには嘘をつきたくない、という健気さも持つ。衛とは恋人同士となってからも、初代テレビアニメ初期のように口喧嘩をする。
前世の記憶を持たない代わりに、強い負の感情を感じると前世の人格が支配する「プリンセス・セーラームーン」に変身する。前世の世界を滅ぼしたのはエンディミオンを失った悲しみに支配されたプリンセスで、クイン・メタリアの正体も銀水晶に増幅されたプリンセスの負の心という設定である。
メタリアを体に閉じ込めて暴走した衛を倒し、プリンセスに世界を滅ぼされてしまうが、衛の魂の助言を聞いて命と引き換えに世界を再生させた。新しい世界には存在しなかったが仲間の記憶とプリンセスに与えられた命で蘇り、衛と仲間に再会する。
『Special act』では花嫁修業で母の育子に料理を教わり、最後に衛と結婚式を挙げた。

## ミュージカル版
バンダイ版では初代テレビアニメに近い性格（特に初代の大山アンザが演じるバージョン）になっている。

## セーラームーン
月を守護星に持つ、愛と正義のセーラー服戦士。決め台詞は「月に代わって、おしおきよ！」。現代で初めて誕生したセーラー戦士で、月のプリンセスにして「幻の銀水晶」の守護者。「幻の銀水晶」の浄化の光を操るが、銀水晶が入ったブローチの力で変身するため、ブローチか銀水晶を失うと変身が解けてしまう。
コスチュームの色は青だが、ティアラの宝石は赤。ブローチを飾ったマゼンタピンクのリボン、三日月の飾り付きのロングブーツ、三日月のチェーンピアスとチョーカー、超音波増幅バレッタ、羽ピンを着用。
原作漫画、『Crystal』と『Eternal』
原作第3部の決め台詞は「愛と正義の星！ 月を守護にもつ神秘の戦士！ セーラームーン参上！」。セーラーカラーのラインは3本。ネオ・クイーン・セレニティとキング・エンディミオンによると「無敵の力を持つ神秘の戦士」。『Crystal』と『Eternal』の名乗りシーンの背景は三日月と薔薇の花（色は1期・2期がクリーム色、3期・『Eternal』が赤とピンク）。原作漫画第1話のみ白いゴーグルとマントをつけた銀髪の姿だが、諸事情で没となった。
初代テレビアニメ
決め台詞は「愛と正義のセーラー服美少女戦士、セーラームーン！月に代わって、おしおきよ！」。羽ピンは着用しない。セーラーカラーのラインは2本。白い光を背景に敵に口上を述べ、決め台詞と同時に両手（中指と薬指だけ握る）を交差するポーズを取る。戦闘では逃げ専門だが、仲間の攻撃で敵の動きを止めてもらいトドメの必殺技で倒すのが基本。仲間が敗れると一人で妖魔を倒すこともある。決め台詞の背景は『無印』では三日月の夜空にピンクのレース模様を重ねていたが、『R』からは満月の夜空に各モチーフを重ねた背景に変わった。『R』第56話では歌舞伎風の決め台詞で登場。
実写版
原作と初代テレビアニメの間を取り、仲間との協力で果敢に戦う。ジュピターとマーズにパワーは劣るが浄化技は強力で、オーソドックスな格闘技を使う。ただし強敵には歯が立たない。戦士の力に目覚めてはいくが成長度ではヴィーナスに敵わず、最後まで真の才能を開花させることはなかった。
備考
決め台詞と同時に両手を交差する決めポーズは、初代テレビアニメの初代シリーズディレクター・佐藤順一が『がきデカ』の「死刑！」のポーズを女の子らしく改良したもの で、メディアミックス作品共通でセーラームーンを代表するポーズとなっている。
「惑星由来のセーラー戦士に何故一人だけ衛星が混じっているのか」という疑問がしばしば挙がるが、天動説思想での惑星の原義が「恒星天に固定されない動き回る星」とされ、これには太陽と月も含まれる。多くの言語での七曜は天動説思想での惑星にちなみ、さらに神話などからも取材している。プリンセス・セレニティの生い立ちは、ギリシャ神話の美少年エンディミオンに魅了されて永遠の眠りを与えた月の女神セレーネの伝説から取材された。「スーパームーン」も天文学用語ではなく、1979年にアメリカの占星術士リチャード・ノールが作り出した造語である。
月の惑星記号は三日月のマーク。満ちては欠ける月は西洋占星術で感情、女性性と母性、インナーチャイルドなどを司る。インド占星術の月は女王を司り、王の太陽（地場衛の守護星）と王子の水星（水野亜美の守護星）と協力して天体を支配する。月光浴は古代エジプト時代から「最高の美人薬」と呼ばれるなど浄化効果を持つと信じられ、『セーラームーン』の前身『コードネームはセーラーV』のクレッセントコンパクトの充電にも使われた。月野うさぎのかに座の支配星は月で、うさぎの性格は占星術でのかに座O型の特徴と共通。

### パワーアップ形態
スーパーセーラームーン（原作漫画第3部、初代テレビアニメ『S』、『Crystal』第3期）
セーラームーンが「伝説の聖杯」の光で二段変身した姿。攻撃力と防御力が飛躍的にアップするが、急激にエナジーを消耗するため長時間のスーパー化はできず、スーパー化が解けると戦闘不能になる。聖杯を失って二段変身できなくなるが、原作漫画第4部・初代テレビアニメ『SuperS』からはペガサスの力で最初から変身できるようになる。
腰にもブローチを飾った虹色の服が特徴。シースルーの肩の三段フリル、蝶のように広がる腰のリボン、ハートのチョーカーを追加。
ティアラの宝石が金色の三日月型に変化した。初代テレビアニメではこの形態から羽ピンを装備。
エターナルセーラームーン（原作漫画第4部以降、初代テレビアニメ「セーラースターズ」、劇場版『Eternal』・『Cosmos』）
セーラームーンの真の姿と呼ばれる形態。ティアラの代わりに三日月マークが額に浮かび、背中に大きな天使の翼を背負っている。ピンクの肩の球体と金・赤・紺の3段スカート、腰の紐状の長いリボン、白いロングブーツが特徴。
原作漫画
タキシード仮面の愛と太陽系戦士の城のエナジーを受けた「シルバームーン・クリスタル」で、銀河最強の光の戦士にパワーアップした姿。ダイアナによるとクイーン・セレニティの力に一番近い力を持ち、カオスによると「美しきコルドロンの光の力をうけついだ子」「返り血で輝きを増した」。太陽系戦士とタキシード仮面が束になっても敵わないほど強く、最終回の衛によると「永遠に不滅」。
初代テレビアニメ
ちびムーンを含む太陽系戦士の力を受け取ってパワーアップした。ネヘレニアに呪われた衛と太陽系戦士がうさぎの愛に共鳴した時も変身している。テレビアニメ版ではこの姿から飛行能力を手に入れた。第184話では月野家のダイニングで羽がつっかえてしまい、テーブルの上の皿が割れる音を背に名乗るギャグ描写がある。
ミュージカル
先行出演したバンダイミュージカル『愛・戦士永遠に サターン復活編』では、観客の子供達の声援を受けた衛のゴールデン・クリスタルの力で変身した。衣装の羽部分は当初10kgあり、徐々に軽量化されていった。
プリンセス・セレニティ
セーラームーンが銀水晶を解放して変身する、古代の月の王女の姿。額に輝く三日月マーク、うさぎと同じお団子ツインテール、純白のエンパイアドレス、真珠のヘアピンが特徴。
原作漫画
うさぎと異なり銀髪で、真珠のブレスレットと白いピンヒールを着用。1992年ディオールコレクション登場のジャンフランコ・フェレ作のパラディウムドレスにインスパイアされているが、細部は異なる。
初代テレビアニメ
うさぎと同じ金髪で、原作からやや簡略化したドレスと金のブレスレットを着用。おくれ毛が追加された。OP映像では素足で登場する。『スターズ』ではちびちびが変身した封印の剣を抱え、天使の翼を生やしたセレニティに変身した。
『Crystal』シリーズ
うさぎと同じく金髪（『Eternal』の回想シーンでは原作と同じ銀髪）であるが、原作と同様のデザインの服装をしている。
ネオ・クイーン・セレニティ（原作漫画第三部・第四部、テレビアニメ『R』）
セーラームーンが銀水晶を解放して変身する未来の月と地球の女王の姿。プリンセス・セレニティとほぼ同じ姿だが、ハートの王冠を被っている。
原作漫画
「シルバームーン・クリスタル」を解放して変身した。王女時代のエンパイアドレスに巨大化した腰のリボンを追加。未来のネオ・クイーン・セレニティは、銀水晶の光を出す銀のムーンロッドを持つ。
初代テレビアニメ
王女時代のドレスと同じ柄のマーメイドドレスを着ているが、妖精の羽に似た巨大な腰のリボンを追加した。原作と同じように耳の前の髪も追加。王冠から銀水晶の光を出す。
『Crystal』シリーズ
容姿・設定は基本的に原作漫画と同様だが、うさぎやプリンセス・セレニティとは異なり普段は銀髪（一部のシーンでは金髪で描かれている）。
セーラーコスモス（原作漫画第5部、劇場版『Cosmos』、ネルケミュージカル『Le Mouvement Final』）
声 - 北川景子（Cosmos） /演 - 大久保聡美（ミュージカル）
原作漫画・『Cosmos』・ミュージカルのみ登場。気が遠くなるような未来のセーラームーンの究極の姿。ミュージカルでは月野うさぎが転生を繰り返した姿とされる。銀河を守護する孤独な女神となって永遠に戦い続ける宿命を持つ。
お団子をハート型に結んだ銀髪、額の星の輝きのマーク、天使の羽をイメージした純白のセーラー服が特徴。初代テレビアニメでは一瞬だけシルエットが現れたが、実際にはコスモスではなくセーラーギャラクシアが銀河の英雄として登場した。ギャラクシーコルドロンのセーラークリスタルとその守護者と同じ「宇宙・秩序」を意味する「コスモス」の名前を持つ。
プリンセス・セーラームーン（実写）
実写版のみ登場。うさぎの前世プリンセス・セレニティがセーラー戦士として蘇った姿。セーラームーンが負の感情を持つと、うさぎの体を支配して強制的に変身する。プリンス・エンディミオンを失った悲しみに支配されて衛以外は目に入らない。
青と淡いピンクの服にたっぷりの真珠とレースを飾り、ネオ・クイーン・セレニティとエターナルセーラームーンを掛け合わせたような姿を持つ。前世の時代には月の王国と地球国を滅ぼしてしまった。

### アイテム

#### 変身アイテム
変身ブローチ（原作漫画第1部、初代テレビアニメ無印、『Crystal』）
セーラームーンの変身に使うブローチ。ルナにもらって制服のリボンにつけた。基本的に守護戦士カラーの4つの宝石入りの金のブローチ。
原作・Crystalと初代テレビアニメでデザインが異なり、初代テレビアニメ放送当時にマニキュア入りの「ピンクなネイルグロス」として玩具販売された。
変装ペン（原作漫画、初代テレビアニメ無印、『Crystal』）
ルナにもらった変装アイテム。赤い宝石を飾ったペンで、なりたい職業・外見・性別の人間に変身できる。潜入活動にも応用した。傘にも変化する。初代テレビアニメではカオリナイトに正体がバレかけたうさぎのために美奈子が拝借した。
クリスタルスターコンパクト（原作漫画第2部、初代テレビアニメ『R』、『Crystal』）
二番目の変身ブローチ。星をデザインしている。今作からのブローチはコンパクトミラータイプになり、「幻の銀水晶」の専用ケースになった。
コズミックハートコンパクト（原作漫画第3部、初代テレビアニメ『S』、『Crystal』）
三番目の変身ブローチ。ハートと王冠をデザインしている。
原作漫画
ネオ・クイーン・セレニティに授けられたコズミックパワー入りのアイテム。
初代テレビアニメ
ダイモーンに壊されたクリスタルスターがうさぎと衛の愛の力で変化したアイテム。
伝説の聖杯（原作漫画第3部、初代テレビアニメ『S』、『Crystal』第3期）
スーパーセーラームーンへの二段変身に使う聖杯。太陽系戦士カラーの７つの宝石をちりばめた金のトロフィー。玩具での説明では中に幻の銀水晶が入っている。
原作・『Crystal』
ちびうさの粘土の聖杯を元に、タキシード仮面とちびムーンの力を借りて誕生させたパワーアップアイテム。太陽系戦士のエナジーを注がれてセーラームーンをスーパー変身させた。太陽系戦士が揃わなければ使えない。
初代テレビアニメ『S』
３つのタリスマンが揃って召喚される救世主専用のアイテム。世界を破滅にも平和にも導く無限の力を持つ。真のメシアが現れるまでは聖杯の力でスーパー変身できるセーラームーンが預かった。全ての感情の力を最高レベルに高めた「純な心の結晶」の純結晶体で、タキシード仮面の推測によると聖杯の正体は人のピュアな心そのもの。
クライシスムーンコンパクト（原作漫画第4部、初代テレビアニメ『SuperS』、劇場版『Eternal』）
スーパーセーラームーンの変身ブローチ。ハートと翼をデザインしている。
エターナルムーンアーティクル（初代テレビアニメ『スターズ』、劇場版『Cosmos』）
エターナルセーラームーンの変身ブローチ。太陽系戦士カラーの10個の宝石をちりばめている。
ホーリームーンカリス（原作漫画第4部、初代テレビアニメ『スターズ』）
原作
エターナルセーラームーンの変身アイテム。星の王女に変身した太陽系戦士の城のエナジーを注がれた新しい聖杯。クリスタルのオーブだが、オーブに模様はない。
初代テレビアニメ
セーラーちびちびに新しい力を授けられ、エターナルティアルの強化アイテムとして登場。5色の星が入った赤いオーブ。台座から外してティアルに装着する。
ハートムーンブローチ（実写）
実写版の変身ブローチ。コズミックハートコンパクトの色違いだが、宝石は5個。変身前は金のペンダントに縮めて着用する。
変身リップスティック（実写）
ハートムーンブローチと一緒に使う口紅型の変身アイテム。玩具はブローチとセット販売され、リップに内蔵された磁石に反応してブローチのギミックが作動する仕組み。

#### 装備品
超音波増幅バレッタ
お団子についた赤い石のバレッタ。助けを呼ぶ人の声を集音したり、セーラームーンの泣き声を超音波に変換する。
羽ピン
頭に挿している、白い羽の形をしたピン。外して物を留めることができるが、原作act2でしか使われなかった。テレビアニメではスーパーセーラームーンへの変身後からの着用。
ピンクのマニキュア
変身時につけるピンクのマニキュア（通常は手袋に隠れ見えない）。
腕時計型通信器（原作漫画、初代テレビアニメ『R』以降、『Crystal』）
うさぎが身につけるブレスレット型通信機。見た目はうさぎの変身ブローチのミニチュア版で、内蓋の時計部分に通信機能がある。
原作漫画
第1部のブローチをイメージした、真珠と銀のビーズのブレスレットタイプ。亜美の獲得したセーラーVゲームの景品2組をルナが回収・改造したアイテム。
第2部で初代テレビアニメと同じ通信機に新調された。『Crystal』第3期では衛の通信機とお揃いのデザイン（初代テレビアニメ版のはるかとみちるの通信機に似ている）になっている。
初代テレビアニメ
クリスタルスターをイメージした白のバンドタイプ。「美少女戦士な通信機」の名前で玩具販売された。見た目はクリスタルスターのミニチュア版だが、幻の銀水晶の代わりに守護星マークがついている。蓋を開けると仲間と交信でき、反応があると守護星マークを光らせて鏡部分に仲間の顔を映す。
ポケベル型通信器（初代テレビアニメ無印、『R』）
ルナにもらったセーラー戦士専用のピンクのポケベル型通信機。反応があると仲間の顔を映す。
変身携帯テレティアS（実写）
実写版の通信機で変装アイテム。セーラー戦士専用の携帯電話。普通の携帯電話として使用したり、カメラ機能で撮影した服に着せ替える機能がある。
幻の銀水晶
セーラームーンのエネルギー源で、月の王女の力に目覚めたセーラームーンの涙の結晶。セーラームーンの強い感情に反応して聖なる光を輝かせる。秘めた力を解放すると、蕾が開くように蓮の花弁のような結晶に包まれる。
原作漫画
はかりしれない無限のエネルギーを持つ「月の真の輝き」を秘めた全期共通のキーアイテム。タキシード仮面の愛に反応して世界を救うが、これを巡って争いが起こる。ブリオレットカットにテーブル、クラウン、パビリオンをつけたような結晶（劇場版S、実写、Crystalも同様）。父・謙之に頼んでペンダントに加工している。
初代テレビアニメ
第一期と『R』のキーアイテム。桔梗カットのような多面体の結晶。セーラームーンのエナジーと引き換えに願いを叶える奇跡を起こすが、セーラー戦士のエナジーを注ぐと消費エナジーを節約できる。
シルバームーン・クリスタル（原作第4部終盤、劇場版『Eternal』）
幻の銀水晶がタキシード仮面からのキスとセーラー戦士の城のエナジーで変化したアイテムで、銀河最強の再生力と浄化力を持つセーラークリスタル。セーラームーンとセーラー戦士をエターナル変身させた。

#### 武器
ティアラ
セーラー戦士共通のアクセサリー。投げてブーメランにする。
原作漫画
覚醒の段階で三段変化する（王冠の意匠に宝石が入った第二段階、六角形の意匠がついた三日月型のティアラに変形する第三段階）。
初代テレビアニメ
『アニメージュ』掲載のイラストにはティアラが変形した三日月型の弓が登場するが、本編では未使用。
ムーンスティック（原作漫画第1部後半、初代テレビアニメ無印、『Crystal』）
ルナに授けられたセーラー戦士のリーダーの証で、浄化の光を出す三日月のステッキ。実は先代月の女王クイーン・セレニティから受け継いだアイテム。「幻の銀水晶」を装着してパワーアップする。
原作
三日月の材質は光るクリスタル。人間のエナジーを回復させる力を持つ。最終決戦では柄を長く伸ばした。
初代テレビアニメ
三日月の材質はゴールドの金属。「虹水晶」に反応したり、妖魔化された人間を元の人間に戻せる。ブタの貯金箱の破壊にも使われた。
ムーンライトスティック（実写）
ムーンスティックに似たアイテム。第1話から登場。クリスタル製の三日月は強い攻撃を受けると砕けてしまう。
普段はハートムーンブローチに収納して使用時にだけ取り出す。妖魔化された人間を元の人間に戻したり、人間のエナジーを回復させる。後期からは銀水晶の力を出せるようになった。
ムーンロッド（原作）/キューティームーンロッド（初代テレビアニメ）（原作漫画第2部、初代テレビアニメ『R』、『Crystal』）
第2期で使用する武器。月がオーブを覆ったデザインの杖で、ムーンスティックに比べて柄が伸びた。付け根に初代テレビアニメ版のネオ・クイーン・セレニティの王冠に似た翼を飾っている。
原作及び『Crystal』
うさぎと衛の愛のエナジーが生み出した女王のしるしの杖。ほぼ薄ピンク一色に着色された。ネオ・クイーン・セレニティが持つ銀色のムーンロッドは、銀水晶の光で30世紀の地球を絶えず浄化している。
初代テレビアニメ
クリスタルスターと同時に入手した。先端の王冠から浄化の光を出す。
ハートムーンロッド（原作）/スパイラルハートムーンロッド（初代テレビアニメ）（原作漫画第3部、初代テレビアニメ『S』、『Crystal』第3期）
第3期の武器。ハートとリボンをイメージした杖。
原作と『Crystal』
ネオ・クイーン・セレニティの手の中から誕生した。「ネオ・クイーン・セレニティよ! わが杖ハートムーン・ロッドに力を！」と叫んで使う。
初代テレビアニメ『S』
うさぎと衛の愛のエナジーから誕生した。
カレイドムーンスコープ（原作漫画第4部、初代テレビアニメ『SuperS』、劇場版『Eternal』）
スーパーセーラームーンの武器。ガラスの万華鏡をイメージしたレイピア型のスコープ。
原作漫画・劇場版『Eternal』
ちびうさとお揃いのガラスの万華鏡が意思を持って変化した白いスコープ。虹色に輝く。
初代テレビアニメ
スパイラルハートムーンロッドがペガサスの力で変化したピンクのスコープ。ペガサスを召喚しないと使えない。ペガサスの力を浴びると翼を生やして浄化の光を出す。
エターナルティアル（原作漫画第4部ラスト～第5部、初代テレビアニメ『スターズ』、劇場版『Eternal』）
エターナルセーラームーンの武器。先端のクリスタルの花から浄化の光を出す。
原作漫画
クリスタルの花はシルバームーン・クリスタル。セーラーギャラクシアに操られたセーラー戦士達の合体攻撃で砕けたが、自ら再生した。『Eternal』の配色は白と金。
初代テレビアニメ
カレイドムーンスコープが変化したアイテム。柄を伸ばして使う。柄を除いて赤ピンク一色に着色された。
ムーンパワーティアル（初代テレビアニメ『スターズ』）
エターナルティアルとホーリームーンカリスが合体した杖。終盤にギャラクシアの攻撃で折れてしまう。
プリンセスハープ（実写）
プリンセス・セーラームーンのアイテム。幻の銀水晶のようなクリスタルを飾っている。音楽で傷を癒やすハープモードから、星を滅ぼすほどの破壊力を持つ聖剣モードに変形する。
セレニティクリスタルティアラ（原作第2部、初代テレビアニメ『R』、『Crystal』）
ネオ・クイーン・セレニティのハート型の王冠。ハートの部分に宝石をはめている。
原作・Crystal
真珠を飾った華奢な銀の王冠。宝石の色は透明。
初代テレビアニメ
翼を生やしたハートを飾った金の帯状の王冠。赤い宝石から銀水晶の光を出してクリスタル・トーキョーを守っている。

### 変身呪文
ムーン・プリズムパワー！メイクアップ！（原作漫画第1部、初代テレビアニメ無印、実写、ミュージカル、『Crystal』）
セーラームーンに変身する最初の呪文。
原作漫画
手を胸の前で蝶結びの形に交差させて叫ぶと光に包まれる。
初代テレビアニメ
右手を掲げながら「ムーン・プリズムパワー！」と唱え、「メイクアップ！」の声でピンクのマニキュアを光らせると、全身を光らせて回転していく。ブローチから伸びたリボンを胴体に絡めてレオタードに変え、腕と足にもリボンを巻いて手袋とブーツにし、三日月の光を散らして着替えていく。ひらめくスカートを巻いて腰のリボンを結ぶと、額を光らせてティアラを装備。他のアクセサリーも装備して変身完了すると、両手（人差し指と薬指だけ握る）を交差させ、三日月の夜空の前で額にピースサインの右手を、腰に左手を置くポーズを決める。
『Crystal』
月をバックにブローチが出現し、光のマニキュアを塗る。ブローチから溢れたリボンが胴体に絡んでレオタードになり、胸のリボンが出現。腕と足にもリボンを巻いてブーツと手袋に変え、ピアスをつけてスカートを巻く。額を光らせるとティアラ、羽ピン、超音波増幅バレッタが出現、三日月とバラの花の前でポーズを取る。
実写版
ピースサインを頭にかざして手を蝶結びの形に交差し、ブローチからリップを取り出して唇に塗り、「メイクアップ！」と叫びながら黒い髪に手をかざして金色に変える。ホロスコープの前でブーツ、手袋、リボン、スカートが装着され、月と地球の前で額にピースサインをかざしてティアラをつけ、月が三日月になると共にポーズを取り変身が完了する。
ムーン・パワー！（原作漫画第1部、初代テレビアニメ無印、『Crystal』）
変装ペンの呪文。「○○になれ！」と唱えると、なりたい相手に変装（変身）できる。
初代テレビアニメ
変装ペンの宝石を光らせ、ペンを回し投げると素肌のうさぎのシルエットが浮かび、うさぎの唇に口紅がさして変身完了する。
ムーン・クリスタルパワー！メイクアップ！（原作漫画第1部終盤以降、初代テレビアニメ『R』、ミュージカル、『Crystal』）
セーラームーンに変身する二番目の呪文。
初代テレビアニメ
クリスタルスターコンパクトの銀水晶を光らせ、胸にコンパクトを当てて光の翼を背負い、リボンをレオタードに変える。プリズムパワーの要領で光の羽根を散らして着替え、額に三日月の紋章を光らせてティアラで覆う。バレッタとピアスも装備すると両手をスイングさせ、花を飾った三日月の夜空の前で決めポーズを取る。
『Crystal』
月をバックにクリスタルスターが出現する。動作はプリズムパワーと同じ。
ムーン・コズミックパワー！メイクアップ！（原作漫画第3部、初代テレビアニメ『S』、ミュージカル、『Crystal』第3期）
セーラームーンに変身する三番目の呪文。
初代テレビアニメ
コズミックハートコンパクトの銀水晶を光らせ、ハートの光の輪の中でフィギュアスケートのように高速スピンしながらリボンを絡める。イナバウアーの要領で高く上げた足にリボンを巻いてブーツにし、腰の光を突き抜けてスカートをまとう。最後は優雅に回ってピンクのハートの前で振り返るように決めポーズを取る。
『Crystal』
月をバックにコズミックハートコンパクトが出現する。動作はプリズムパワーやクリスタルパワーと同じだが、ハートのエフェクトを散らして着替えていく。ブーツを装着する前にスカートを装着し、アクセサリーを装着した後に腰から光の帯を伸ばしてリボンにする過程が追加された。
クライシス！メイクアップ！（原作漫画第3部、初代テレビアニメ『S』、ミュージカル）
「伝説の聖杯」の力でスーパーセーラームーンに二段変身する呪文。『Crystal』では二段変身の呪文が原作第4部のものに変更されている。
初代テレビアニメ
聖杯に入った光を浴び、サナギに見立てた腰のリボンに全身を包んだイメージで変身する。全身を広げてリボンを伸ばし、背中から無数の光の蝶を舞わせ、光の蝶の羽を生やしてポーズを取る。
ムーン・クライシス！メイクアップ！（原作漫画第4部、初代テレビアニメ『SuperS』、ミュージカル、『Crystal』第3期、劇場版『Eternal』』）
スーパーセーラームーンに変身する呪文。『Crystal』ではスーパーセーラームーンへの二段変身の呪文として使用されている。
初代テレビアニメ
ちびうさと同時にクライシスムーンコンパクトの銀水晶を光らせ、コンパクトから溢れたリボンを浴び、スピンしてリボンをレオタードに変えていく。ひらめく2枚のスカートをちびムーンと背中合わせに装着し、光の三日月を散らしてちびムーンの口元に頬をあてる位置に移動。アクセサリーを装備してちびムーンと見つめ合い、向かい合うように決めポーズを取る。
『Crystal』
聖杯を開いて額の三日月マークを光らせ、聖杯を逆さにして光を仰ぎ、呪文を唱えると無数の光の蝶が出現する。白いスカートに色が付き、額の三日月マークがティアラに変わった後にポーズをとる。
『Eternal』
動作は『Supers』と同じだが、レオタードを装着した段階で肌が元の色に戻る他、決めポーズのシーンで左右に薔薇の花が追加されている。
シルバームーン・クリスタルパワー！メイクアップ！（原作漫画第5部、劇場版『Cosmos』）
原作でエターナルセーラームーンに変身する呪文。新装版ではテレビアニメと同じ呪文に変更されたが、『Cosmos』ではこちらの呪文が使用されている。
『Cosmos』
前編では エターナルムーンアーティクルから虹色の光が放たれ、額の三日月マークが出来上がる。体から羽根を散らした後、リボンが腕、脚、胴体に巻き付き、手袋、ブーツ、レオタードとスカートの順に装着され、装着と同時に羽根が舞う。背中の翼は手袋の装着後に生える。
後編では初代テレビアニメ版のプリズムパワー・クリスタルパワー・コズミックパワーの動作を組み合わせたものとなっている。最初に額の三日月の紋章が浮かび上がった後、プリズムパワーと同じく全身を回転させた後、リボンを胴体に纏ってレオタードを装着。続いてコズミックパワーの動作に準拠して手袋・ブーツ・スカートを装着した後、クリスタルパワーと同じく横を向いたタイミングで腰のリボンと背中の翼が出現する。最後にアクセサリーを身に着け、バラを飾った三日月をバックにコズミックパワーと同じ決めポーズを取る。
ムーン・エターナル！メイクアップ！（原作漫画新装版第5部、初代テレビアニメ『スターズ』、ミュージカル）
初代テレビアニメでエターナルセーラームーンに変身する呪文。
初代テレビアニメ
エターナルムーンアーティクルの銀水晶を光らせて白い羽根を散らし、金色の光がこぼれて額の三日月マークに変わる。背中の羽を伸ばして羽根が舞い散りレオタードを装着し、白い羽根を腕に巻いて手袋を装着。最後に風が吹いてブーツを装着し、舞うように一回転してポーズを取る。ネヘレニア復活編（『スターズ』第6話まで）とシャドウ・ギャラクティカ編（『スターズ』第7話以降）では演出・BGMが異なる。

### セーラームーンの必殺技
ムーン・ティアラ・ブーメラン／ムーン・ティアラ・アクション（原作漫画第1部、初代テレビアニメ、実写、『Crystal』）
セーラームーンの最初の必殺技。ティアラを外してフリスビーのように投げ飛ばす。原作初期では「ムーン・フリスビー」という名前だが、新装版では「ムーン・ティアラ・ブーメラン」に修正された。初代テレビアニメでは『フリスビー』が別会社に商標登録済みだったので「ムーン・ティアラ・アクション」に変更された。
原作
円盤状の刃に変形させたティアラを投げ、妖魔を八つ裂きにする。妖魔に掴まれるとロープ状に変形して締めつけた。
初代テレビアニメ
浄化の光を纏わせて光の円盤に変えたティアラを投げ、ぶつけた妖魔を灰に還す。投げた後も軌道とパワーの調整が可能。変幻自在に応用でき、ティアラを妖魔の額にはめてダメージを与えることもできる。
マーズの「ファイヤー・ソウル」やマーキュリーの「シャボン・スプレー」をブレンドした強化バージョンも使われた。パワーアップ後も率制用に使用し、『スターズ』ではティアラの代わりにピザを投げた。劇場版SuperSでは光のブーメランにして投げ飛ばす。
ムーン・ティアラ・スターダスト（初代テレビアニメ無印）
第5話に使用。「ムーンティアラアクション」と同じ動作だが、ティアラから星屑の光を降らせて妖魔化した人間たちを元に戻した。
超音波攻撃（原作漫画、初代テレビアニメ、アーケードゲーム、『Crystal』）
セーラームーンが泣き叫ぶと超音波増幅バレッタが作動し、泣き声を超音波に変換して敵を痺れさせる。味方も攻撃してしまうのであまり役に立たない。初代テレビアニメでも初期に2回ほど使用され、『SuperS』でもちびムーンと一緒に使用した。
セーラームーン・キック（原作漫画、初代テレビアニメ、アーケードゲーム）
何の変哲もない飛び蹴り。初代テレビアニメでは無印17話などで使用された。
ダブルセーラームーン・キック（初代テレビアニメ）
ちびムーンとの合体技。セーラームーン・キックの強化版。
ダブルセーラーキック（原作番外編「ちびうさ日記」）
ヴィーナスとの合体技。セーラームーン・キックの強化版。
ムーン・トワイライト・フラッシュ（原作漫画第1部、実写、『Crystal』、アーケードゲーム）
原作・『Crystal』・ゲーム
ティアラの宝石に月光を反射させてビームを出す。『Crystal』では技名の代わりに「月に代わって、おしおきよ!」と叫ぶ。初代テレビアニメではアーケードゲームに登場。
実写
ムーンライトスティックを光らせ、三日月の前で片足を上げて高速スピンし、光の弾丸を発射する。
ムーン・ヒーリング・エスカレーション（原作漫画第1部、初代テレビアニメ無印、実写版、ミュージカル、『Crystal』）
原作
ムーンスティックの浄化の光で街を包んで人々のエナジーを回復させた。
初代テレビアニメ
くるくる回したムーンスティックを掴んで光らせ、光のシャワーを降らせるとムーンスティックで光の輪を描いて浄化の光を輝かせる。妖魔化した人間が浴びると、両手を掲げて「リフレーッシュ！」と叫んで人間に戻る。原作に比べるとパワーは抑えめ。ムーンスティックに幻の銀水晶を装着してからは光の線と玉が追加される。
実写版
ムーンライトスティックから無数の星屑を出して妖魔を消し去る。テレビアニメ版と同じく妖魔化された人間を元に戻す技でもあるが、あまり使用されなかった。
『Crystal』
ムーンスティックから金色の光のリボンを出す。人々の洗脳を解いたり、敵にダメージを与える効果もある。
ムーン・プリンセス・ハレーション（原作漫画第2部、初代テレビアニメ『R』、ミュージカル、『Crystal』）
ムーンロッド／キューティームーンロッドを使う二番目の必殺技。
初代テレビアニメ
月をバックにロッドをかざして舞い、その先端の王冠を光らせてバトントワリングのように振り回しながら、三日月を包んだ光の粒子と星を発射する。簡易版ではバットのように振りながら光の粒子を発射する。
『Crystal』
ロッドに力を込めて金色の光の波を発射する。
セーラーボディアタック（初代テレビアニメ『R』）
腕を胸の前で交差させて敵に突っ込む。コーアンが初登場した第60話でのみ使用。
ムーンクリスタル・パワー（初代テレビアニメ『R』）
「幻の銀水晶」を輝かせ、あやかしの四姉妹から邪黒水晶の力を祓って人間に戻した。
ムーン・スパイラル・ハートアタック（原作第3部前半、初代テレビアニメ『S』前半、ミュージカル、『Crystal』）
ハートムーンロッド／スパイラルハートムーンロッドの必殺技。
原作
ハートムーンロッドから浄化の光を発射する。
初代テレビアニメ
月の王宮をバックにスパイラルハートムーンロッドをかかげ、ロッドの宝石を合わせ鏡に変えると、空間を無限に重ねる。次にロッドをバトンのように回してスケートのように高速スピンし、振り向くように屈んでロッドの宝石からハートの光を連射。ハートの壁がダイモーンを押しつぶすと、ダイモーンの卵が器から抜けて割れていく。断末魔は「ラブリー！」。
『Crystal』
初代テレビアニメの動作に準拠しているが、ロッドの宝石から出現した大きなハートの光の玉を転がしながら発射する。
虹色月心激（原作第3部後半、初代テレビアニメ『S』後半、『Crystal』、ミュージカル）
伝説の聖杯の力でムーンスパイラルハートアタックがパワーアップした技。
初代テレビアニメ
パワーアップ前と同じ動作だが、聖杯をバックにムーンスパイラルロッドをかかげる。ハートの光を螺旋のリボン状に連射して発射音のメロディーを鳴らし、ダイモーンをきらめく虹が横切る演出も追加された。断末魔は「ラブラブリー！」。
虹色双月心激（原作第3部、『Crystal』第3期）
スーパーセーラームーンとスーパーセーラーちびムーンの合体技。効果は上の2つと同じ。
ムーン・ゴージャス・メディテイション（原作第4部、初代テレビアニメ『SuperS』、ミュージカル、劇場版『Eternal』）
カレイドムーンスコープを使うスーパーセーラームーンの必殺技。
原作
無数の鏡の破片に敵を映して消滅させる。
初代テレビアニメ
使用前にちびムーンがペガサスを召喚する必要がある。ペガサスが羽ばたく風が吹き荒んだ万華鏡のイメージの中にスコープを構えてかがみ、狙いを定めるとスコープを突き出し、無数の光の破片を発射してレムレスを壊れた夢の鏡に変えてしまう。断末魔は「ステージアウト！」。劇場版SuperSではちびムーンと一緒に突撃して使用した。
『Eternal』
初代テレビアニメ版の演出をリメイクしている。
シルバームーン・クリスタルパワー（原作第4部終盤、初代テレビアニメ『スターズ』、『Eternal』）
原作と『Eternal』
「シルバームーン・クリスタル」を輝かせる呪文。星の王女に変身した太陽系戦士のパワーがエターナルティアルに注がれて浄化の光をパワーアップさせた。
初代テレビアニメ
エターナルセーラームーンの攻撃技。ムーンパワーティアルの柄を伸ばし、その先端のクリスタルの花から浄化の光を輝かせる。第33話で使用された。
スターライト・ハネムーン・セラピーキッス（原作第4部終盤以降、初代テレビアニメ『スターズ』、ミュージカル、劇場版『Eternal』）
エターナルセーラームーンの必殺技。
原作
エターナルティアルから「シルバームーン・クリスタル」の浄化の光を発射する。セーラーギャラクシアに操られたタキシード仮面と太陽系戦士との戦いでは、心が弱ってパワー不足に陥った。
初代テレビアニメ
エターナルティアル先端のクリスタルの花から風を起こして天使の羽根をまき散らし、ピンクの浄化の光を包んだ羽根の嵐を発射する。暴走したスターシードを鎮め、ファージ化された人間を元に戻す効果がある。
ミュージカル
バンダイ版『永遠伝説』ではシルバームーン・クリスタルの力を纏わせた封印の大剣をギャラクシアに振りかざす技として使用。
スターライト・ハネムーン・ダブルセラピーキッス（原作番外編「ちびうさ日記」、ミュージカル）
エターナルセーラーちびムーンとの合体技。「スターライト・ハネムーン・セラピーキッス」の強化版。
シルバームーン・クリスタルパワー・キッス（初代テレビアニメ『スターズ』）
セーラーちびちびの希望の光を受けた「スターライト・ハネムーンセラピーキッス」の強化版。ティアルのクリスタルの花から金色の光線を包んだ羽根の嵐を発射する。ギャラクシアを倒すほどのパワーはない。
シルバームーン・クリスタルパワー・セラピーキッス（原作第5部）
「スターライト・ハネムーンセラピー キッス」よりさらに強力な必殺技。再生したティアルから発射してセーラーギャラクシアに操られた戦士達を一撃で倒し、セーラーギャラクシアとも相撃ちに持ち込んだ。
シルバームーン・クリスタル エターナル・パワー（原作第5部終盤、ミュージカル）
ギャラクシーコルドロンに寄生したカオスを包むため、シルバームーン・クリスタルの輝きをパワーアップさせた呪文。
ミュージカル
バンダイ版『永遠伝説』では、太陽系戦士とセーラースターライツの力を注ぎ込むためにシルバームーン・クリスタルを解放する呪文として使用。
キューティクル・ヘアー・ホールド（PCエンジン版ゲームのミニシアターのみ）
セーラームーンが努力と根性で新たに覚えた必殺技(?)。髪を延ばして相手を拘束するだけ。
ムーン・フェザー・アタック（アーケードゲームのみ）
アーケードゲームのオリジナル必殺技。頭に挿した羽ピンを使った攻撃。原作では技名はないが、それらしい攻撃が存在する。
ムーン・スパークリング・テンプテーション（アーケードゲームのみ）
アーケードゲームのオリジナル必殺技。交差した両手を胸に置き、光を集めて5つの光の玉を作るとヴィーナスのクレッセント・ビームに似た浄化光線を発射する（ただし軌道は曲線）。ムーンの浄化技には珍しく道具を使わない。

## キャスト
声優
- 三石琴乃（初代テレビアニメ版、Crystal）
  - 荒木香恵（初代テレビアニメ版・代役）

女優
- 沢井美優（テレビドラマ版）
- 大山アンザ（バンダイミュージカル・初代）
- 原史奈（バンダイミュージカル・2代目）
- 神戸みゆき（バンダイミュージカル・3代目）
- 黒木マリナ （バンダイミュージカル・4代目）
- 大久保聡美（ネルケミュージカル・5代目）
- 野本ほたる（ネルケミュージカル・6代目）
- 山下美月（元乃木坂46ミュージカル・Team MOON）
- 井上小百合（元乃木坂46ミュージカル・Team STAR）※Team MOONとのダブルキャスト
- 夢宮加菜枝（THE SUPER LIVE・東京 / Team Paris）※トリプルキャスト
- 古賀なつき（THE SUPER LIVE・東京 / Japan Parade / Team Taipei）※トリプルキャスト
- 河西智美（THE SUPER LIVE・東京 / Team America）※トリプルキャスト
- 久保史緒里（乃木坂46ミュージカル・2019年版）
- 小泉今日子（ソフトバンクCM版）
- 井上和（乃木坂46ミュージカル・2024年版）

日本国外版での声優
- ステファニー・シェー（初代テレビアニメ版、Crystal）